# Poëziedebuutprijs aan Zee
De Poëziedebuutprijs aan Zee bekroont sinds 2017 jaarlijks de debuutbundel van Nederlandstalige dichters die verschenen zijn in Vlaanderen en Nederland.   Het is een initiatief van Poëziecentrum, deAuteurs (de beheersvennootschap die de auteursrechten int en verdeelt) en Theater aan Zee. De prijs wordt uitgereikt op het festival Theater Aan Zee en bestaat uit een geldbedrag van 1500 euro.

## Winnaars
- 2017 – Idwer de la Parra  voor zijn debuut Grond [1]

- 2018 – Simone Atangana Bekono met haar debuut hoe de eerste vonken zichtbaar waren[2]

- 2019 – Radna Fabias met haar debuut Habitus [3]

- 2020 – Iduna Paalman met haar debuut De grom uit de hond halen[4]
- 2021 - J.V. Neylen met haar bundel En niet bij machte
- 2022 - Dorien de Wit met haar bundel eindig de dag nooit met een vraag[5]
- 2023 - Astrid Haerens met haar bundel Oerhert
- 2024 - Bob Vanden Broeck met zijn bundel de richting is richting omleiding'[6]